# Melanargia maura
Melanargia maura är en fjärilsart som beskrevs av Turati 1934. Melanargia maura ingår i släktet Melanargia och familjen praktfjärilar. Inga underarter finns listade i Catalogue of Life.